# Protracheoniscus komareki
Protracheoniscus komareki là một loài chân đều trong họ Trachelipodidae. Loài này được Frankenberger miêu tả khoa học năm 1941.